# Череша (село)
За плода вижте Череша.
Черѐша е село в Югоизточна България. То се намира в община Руен, област Бургас.

## География
Село Череша се намира в югоизточна България, около 43 km северозападно от областния център Бургас и 16 km в същата посока от Айтос, около 22 km на североизток от Карнобат и около 13 km на запад-северозапад от общинския център Руен. Разположено е в Източна Стара планина, в северните склонове на Карнобатска планина. Климатът е преходноконтинентален, в землището преобладават ранкери и лесивирани почви. Общинският път до село Череша е късо отклонение от третокласния републикански път III-7305, който на запад води през селата Люляково, Съединение и Камчия към връзка с второкласния републикански път II-73 (Карнобат – Шумен), а на югоизток – към село Вресово и връзка с третокласния републикански път III-208 (Айтос – Провадия).
Надморската височина при разклона на път III-7305 към Череша е около 174 m, при джамията в центъра е около 187 m, а в южния и западния край на селото достига около 190 – 200 m.
Населението на село Череша наброява 805 души към 1934 г., намалява бързо до 587 към 1956 г. поради изселвания, нараства поради заселвания до максималната си численост 886 души към 1985 г., след което отново намалява до 692 (по текущата демографска статистика за населението) към 2018 г.
При преброяването на населението към 1 февруари 2011 г., от обща численост 751 лица, за 7 лица е посочена принадлежност към „българска“ етническа група, за 681 – към „турска“, за 27 – към ромска и за останалите не е даден отговор. Жителите на селото – етнически турци, са преселници от Кърджалийско или техни потомци.

## История
След края на Руско-турската война 1877 – 1878 г., по Берлинския договор селото остава на територията на Източна Румелия. От 1885 г. – след Съединението, то се намира в България с името Ичмей вакъв. Преименувано е на Череша през 1934 г.
За периода 1926 – 1934 г. в Държавния архив – Бургас се съхраняват документи на/за Училищно настоятелство – с. Ичмей Вакъв (Череша), Бургаско.

## Население

### Етнически състав
Преброяване на населението през 2011 г.
Численост и дял на етническите групи според преброяването на населението през 2011 г.:
|                     | Численост |
| Общо                | 1298      |
| Българи             | 41        |
| Турци               | 1139      |
| Цигани              | -         |
| Други               | -         |
| Не се самоопределят | -         |
| Неотговорили        | 117       |

## Религии
В село Череша се изповядва ислям.

## Обществени институции
Село Череша към 2020 г. е център на кметство Череша.
В село Череша към 2020 г. има:
- действащо читалище „Хаджи Димитър 1939“;[13][14]
- постоянно действаща джамия;[15]
- пощенска станция.[16]